# Anguerny
Anguerny é uma ex-comuna francesa na região administrativa da Normandia, no departamento de Calvados. Estendeu-se por uma área de 2,85 km². Em 2010 a comuna tinha 1 136 habitantes (densidade: 398,6 hab./km²).
Em 1 de janeiro de 2017 foi fundida com a comuna de Colomby-sur-Thaon para a criação da nova comuna de Colomby-Anguerny.